# Adolf Hirsch (konstnär)
Adolf Hirsch, född 7 november 1816 i Stockholm, död 28 februari 1886 på samma ort, var en svensk köpman och landskapsmålare.
Hirsch var yngste son till sockerbruksidkaren Isaak David Hirsch och bror till musikförläggaren Abraham Hirsch. Då han som barn visade anlag för konst fick han en tid undervisning av Carl Johan Fahlcrantz och målade sedan på egen hand åtskilliga landskap som dilettant, men ägnade sig i övrigt åt handeln och blev köpman. Längre fram blev han bekant med Edward Bergh och idkade tillsammans med honom konststudier i Schweiz.
Från omkring 1869 ägnade sig Hirsch uteslutande åt konsten. Han studerade ett par år i Paris och vann bifall då han ställde ut vid Parissalongen. Han målade sedan dess mycket landskap, bland vilka ett större Höstlandskap väckte uppseende vid Nordiska utställningen i Köpenhamn 1883. Hirsch finns representerad vid bland annat Nationalmuseum i Stockholm.